# Sidi Chami

Sidi Chamis läge i Oranprovinsen.

Sidi Chami (arabiska سيدي الشحمي) är en stad och kommun i nordvästra Algeriet och är en sydöstlig förort till Oran, i Oranprovinsen. Folkmängden i kommunen uppgick till 104 498 invånare vid folkräkningen 2008, varav 22 680 invånare bodde i centralorten.